# Burtia cruenta
Burtia cruenta är en fjärilsart som beskrevs av Herrich-Schäffer 1866. Burtia cruenta ingår i släktet Burtia och familjen björnspinnare. Inga underarter finns listade i Catalogue of Life.